# Jessica Rothe
 (novembre 2017).
Si vous disposez d'ouvrages ou d'articles de référence ou si vous connaissez des sites web de qualité traitant du thème abordé ici, merci de compléter l'article en donnant les références utiles à sa vérifiabilité et en les liant à la section « Notes et références ».
Pour les articles homonymes, voir Rothe et Rothenberg.
Jessica Rothenberg, dite Jessica Rothe, est une actrice américaine, née le 28 mai 1987 à Denver (Colorado).
Elle est surtout connue pour le rôle principal dans le film d'horreur Happy Birthdead en 2017 et un second rôle dans la comédie musicale La La Land en 2016.

## Biographie
Jessica Rothenberg, dite Jessica Rothe, est la fille de Susan et Steve Rothenberg et est née à Denver, dans le Colorado. Sa grand-mère, Colleen Rothenberg, était une actrice de théâtre qui appartenait à la synagogue de la Congrégation Shomrei Torah à Santa Rosa. Elle est diplômée de l'Université de Boston en 2009 avec un baccalauréat en beaux-arts.

## Filmographie

### Cinéma
- 2013 : The Last Keepers de Maggie Greenwald :  Jessica
- 2013 : The Hot Flashes de Susan Seidelman : Millie Rash
- 2013 : Bastards of Young de Josiah Signor : Samantha, the evil
- 2013 : Jack, Jules, Esther and Me de Daniel Poliner : Jules
- 2015 : Lily & Kat de Micael Preysler : Lily
- 2015 : Parallels de Christopher Leone : Beatrix Carver
- 2015 : The Preppie Connection de Joseph Castelo : Laura
- 2016 : Summertime (L'estate addosso) de Gabriele Muccino : Jules
- 2016 : La La Land de Damien Chazelle : Alexis
- 2016 : Better Off Single de Benjamin Cox : Mary
- 2016 : Juveniles de Nico Sabenorio : Amber
- 2016 : Trust Fund de Sandra L. Martin : Reese Donahue
- 2016 : Wolves de Bart Freundlich : Lola
- 2016 : The Tribe de Roxy Shih : Jenny
- 2017 : Happy Birthdead (Happy Death Day) de Christopher Landon : Tree Gelbman
- 2017 : Please Stand By de Ben Lewin : Julie
- 2017 : Tater Tot & Patton d'Andrew Kightlinger : Andie
- 2018 : Forever My Girl de Bethany Ashton Wolf : Josie
- 2019 : Happy Birthdead 2 You (Happy Death Day 2U) de Christopher Landon : Tree Gelbman
- 2020 : Valley Girl de Rachel Goldenberg : Julie Richman
- 2020 : All My Life de Marc Meyers : Jennifer Carter
- 2023 : Boy Kills World de Moritz Mohr : June 27

### Télévision

#### Séries télévisées
- 2010 : America's Most Wanted : Bojana Mitic
- 2011 : The Onion News Network : Katie Clements
- 2011 : Happy Endings : Une adolescente
- 2012 : Gossip Girl : Une jeune femme
- 2013 : Blue Bloods : Sylvie Freeland
- 2013 : High Maintenance : Rachel
- 2013 : Futurestates : Maya
- 2014 : Next Time on Lonny : Stephanie
- 2016 : Chicago P.D. : Madison
- 2016 : Mary + Jane : Paige
- 2020 : Utopia : Samantha
- 2024 : Virgin River : Sarah (saison 6)